# Gregarina distapliae
Gregarina distapliae is een soort in de taxonomische indeling van de Myzozoa, een stam van microscopische parasitaire dieren. Het organisme komt uit het geslacht Gregarina en behoort tot de familie Gregarinidae. Gregarina distapliae werd in 1891 ontdekt door Mingazzini.